# Dinos (vase)
Pour les articles homonymes, voir Dinos.

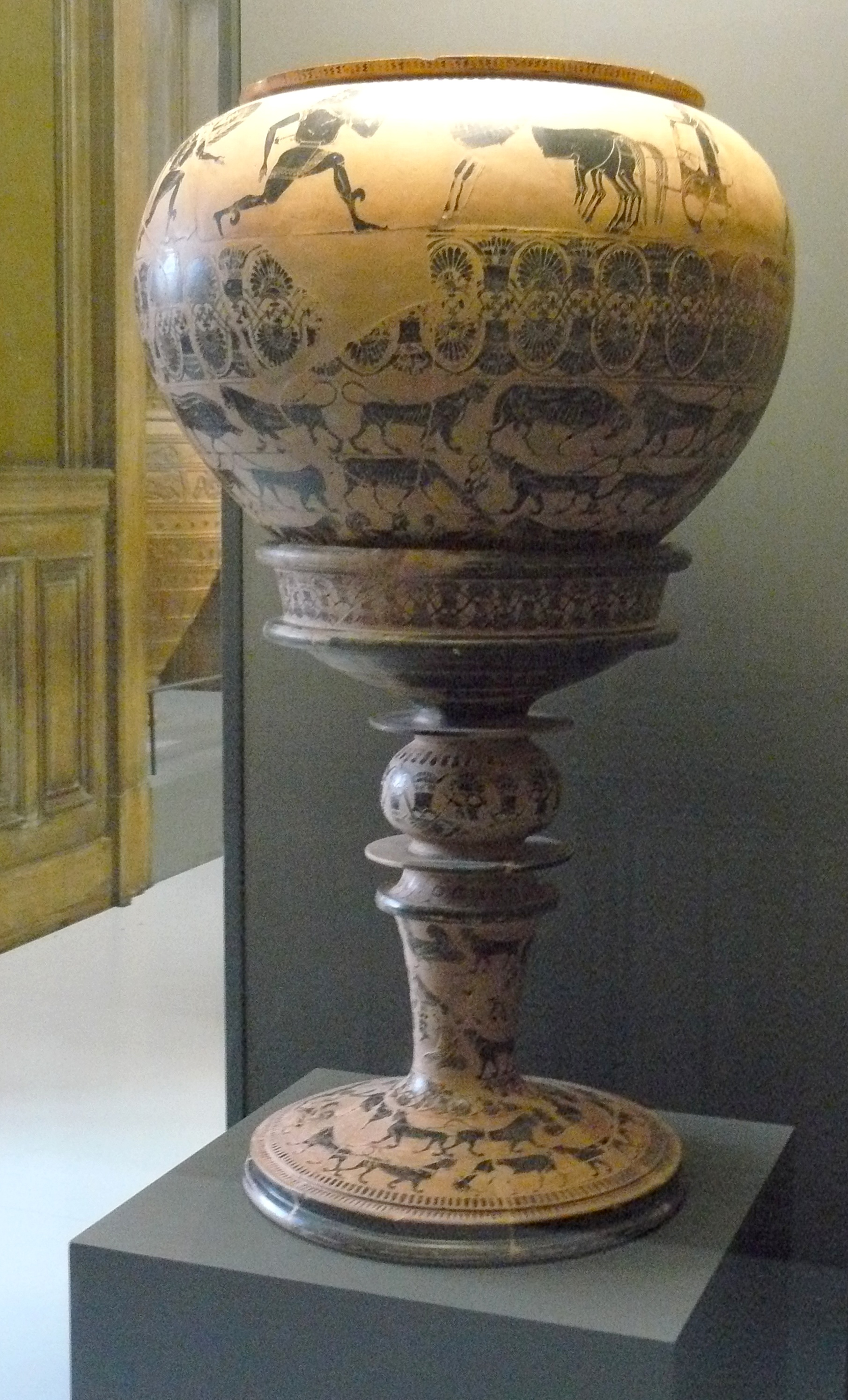
Dinos du Peintre de la Gorgone.

Le dinos est un vase grec. Dans certains des cas, il était en bronze et son autre dénomination est lébès, mais il a été aussi produit en céramique. Il dispose d'un fond arrondi et est équipé d'un socle très haut. Il était destiné à contenir des liquides et notamment à effectuer le mélange de l'eau et des épices avec le vin qui y était ensuite puisé et distribué aux convives des banquets.

## Exemples
- Deux dinoi du peintre Sophilos au British Museum, Londres[2].
- Le Dinos du Peintre de la Gorgone au Musée du Louvre, Paris.
- Un lébès en bronze d'origine étrusque[3] a été découvert dans une tombe de Sainte-Colombe-sur-Seine, non loin du site de la Tombe de Vix, en Côte-d'Or.